# Guigues III de Albon
Guigues III de Albon (entre 1050 e 1060 - 1133)  foi o Conde de Albon entre os anos de 1079 e 1133.

## Biografia
Guigues é considerado o primeiro Conde de Albon, pois apesar deste território se encontrar há muito na posse da sua família, o mesmo só foi elevado á categoria de condado em 1079.
O seu governo foi marcado por uma luta contínua entre ele e o bispo de Grenoble, São Hugo de Châteauneuf (Châteauneuf-sur-Isère, 1053 - 1 de abril de 1132), pela posse da suserania e propriedade da igreja que Guigues possui, incluindo Grésivaudan, nos Alpes.
São Hugo de Châteauneuf, tomou posse do bispado em 1078 e sempre foi um forte apoiante da reforma gregoriana. Tem como argumento que as posses de Albon foram usurpadas da "sua" Igreja, com a ajuda do Bispo de Mallen.
Para voltar ao poder sobre o que considera ser seu por direito, o prelado não hesitou em argumentar sobre a reconquista da diocese de Grenoble pela forma das armas á mão e pela iniciativa do Bispo Isarna ao poder sarraceno instalado.
Esta rezão encontra-se no preâmbulo de uma série de documentos onde procura determinar o estado das propriedades da igreja, conhecida sob o nome de cartulários de São Hugo. Ao fim de anos de desacordo foi finalmente assinado um entendimento entre o bispo e o condado, documento esse assinado em 1099. Neste documento Guigues restaura os dízimos da igreja e o bispo reconhece a partilha dos poderes seculares e religiosos em Grenoble e demais região.

## Relações familiares
foi filho de Guigues II de Albon (1025 - janeiro de 1095) e de Ida de Forez. Casou-se em 1095 com Matilde de Altavila, filha de Rogério I da Sicília e do 2º casamento deste com Eremburga de Mortain. Deste casamento nasceram:
1. Guigues IV de Albon (1095 - La Buissière, 1142), Conde de Albon, casado com Marguerite de Bourgonha (1164 - 1163), filha de Estêvão I de Borgonha (1065 — 27 de Maio de 1102) e de Beatriz da Lorena,
2. Humberto de Albon (? - 1147), Arcebispo de Viena,
3. Gersenda de Albon foi casada com Guilherme III de Forcalquier[5] (? - 1129), conde de Forcalquier,
4. Matilde de Albon, casada cerca de 1135 com Amadeu III de Saboia o Cruzado (1095 — Nicósia, 30 de Agosto de 1148), filho de Humberto II e Gisela da Borgonha [6], conde de Saboia.
5. Beatriz de Albon, (c. 1100 -?), casou-se Josserand Die (c. 1095 - c. 1147).